# Kalar
Il Kalar (in russo Калар?; nell'alto corso conosciuto con il nome di Čina, in russo Чина?) è un fiume della Russia siberiana orientale, affluente di destra del Vitim (bacino idrografico della Lena). Scorre nei rajon Kalarskij e Tungokočenskij del Territorio della Transbajkalia.

## Descrizione
La sorgente del fiume si trova tra le catene dei monti del Kalar e Udokan nell'altopiano Stanovoj. Scorre con un corso ricco di rapide nelle montagne della parte settentrionale della Transbajkalia, costeggiando dapprima a sud i monti omonimi e successivamente attraversando una valle compresa fra questi e i monti Jankan. Sfocia nel Vitim a 900 km dalla foce.
Lungo il suo corso si trova il villaggio di Srednij Kalar (a 156 km dalla foce). Il fiume è gelato, mediamente, fra la metà di ottobre e la metà di maggio. Il maggior affluente è il Demku, lungo 89 km, proveniente dalla sinistra idrografica.
Il fiume è popolare per il turismo acquatico: rafting e kayak hanno indice di difficoltà III-IV. È popolato da molti pesci: temoli, Brachymystax lenok, taimen, coregoni.